# Войниково
Войни́ково (болг. Войниково) — село в Добрицькій області Болгарії. Входить до складу общини Тервел.

## Населення
За даними перепису населення 2011 року у селі проживали 8 осіб, усі — болгари.
Розподіл населення за віком у 2011 році:
Динаміка населення: